# 熊瓚
熊瓚（1421年—？），字宗器，河南弘農衛人，軍籍。明朝政治人物。進士出身。

## 生平
河南鄉試第二十一名。正統十三年（1448年）戊辰科會試第一百九名，殿試登進士第二甲第十六名。

## 家族
曾祖熊允元。祖父熊賢。父亲熊貴。